# Ufer-Spitzklette
Die Östliche oder Schlankköpfige Ufer-Spitzklette (Xanthium orientale subsp. riparium) ist eine Unterart der Pflanzenart Großfrüchtige Spitzklette (Xanthium orientale) aus der Gattung der Spitzkletten (Xanthium) innerhalb der Familie der Korbblütler (Asteraceae). Es handelt sich um eine in Europa neu entstandene Unterart, die aus eingebürgerten Xanthium-Arten aus Nordamerika hervorgegangen ist.

## Beschreibung

### Vegetative Merkmale
Die Ufer-Spitzklette wächst als einjährige krautige Pflanze und erreicht Wuchshöhen von maximal 100 Zentimetern. Die vegetativen Pflanzenteile sind gelb-grün, am Stängel oft rot überlaufen, riechen aromatisch und sind relativ rau behaart. Die wechselständigen Laubblätter sind breit-dreieckig bis herzförmig (bei der Unterart Xanthium albinum subsp. riparium auch mit keilförmigem Grund).

### Generative Merkmale
Die Blütezeit reicht von August bis Oktober. Die kleinen, gelben männlichen Blütenkörbchen sind basal abgeflacht und fallen frühzeitig ab. Die größeren, grünen weiblichen Blütenkörbchen und späteren Fruchtstände weisen gerade, nur an der Spitze gekrümmte Schnäbel sowie dichtstehende Hülldornen auf, von denen einige nähnadelartig zugespitzt sind, andere häkelnadelartig gebogen. Sie nutzen den Kletteffekt, indem sie am Fell vorbeistreifender Tiere oder an Treibgut hängenbleiben und so ausgebreitet werden. Während bei der Unterart Xanthium albinum subsp. albinum die bei Reife bräunlichen Fruchtstände dick eiförmig sind (2,5-mal so lang wie breit), sind sie bei der Unterart Xanthium albinum subsp. riparium schlank ellipsoidisch (3,5-mal so lang wie breit).

### Chromosomenzahl
Die Chromosomenzahl beträgt 2n = 36.

## Vorkommen

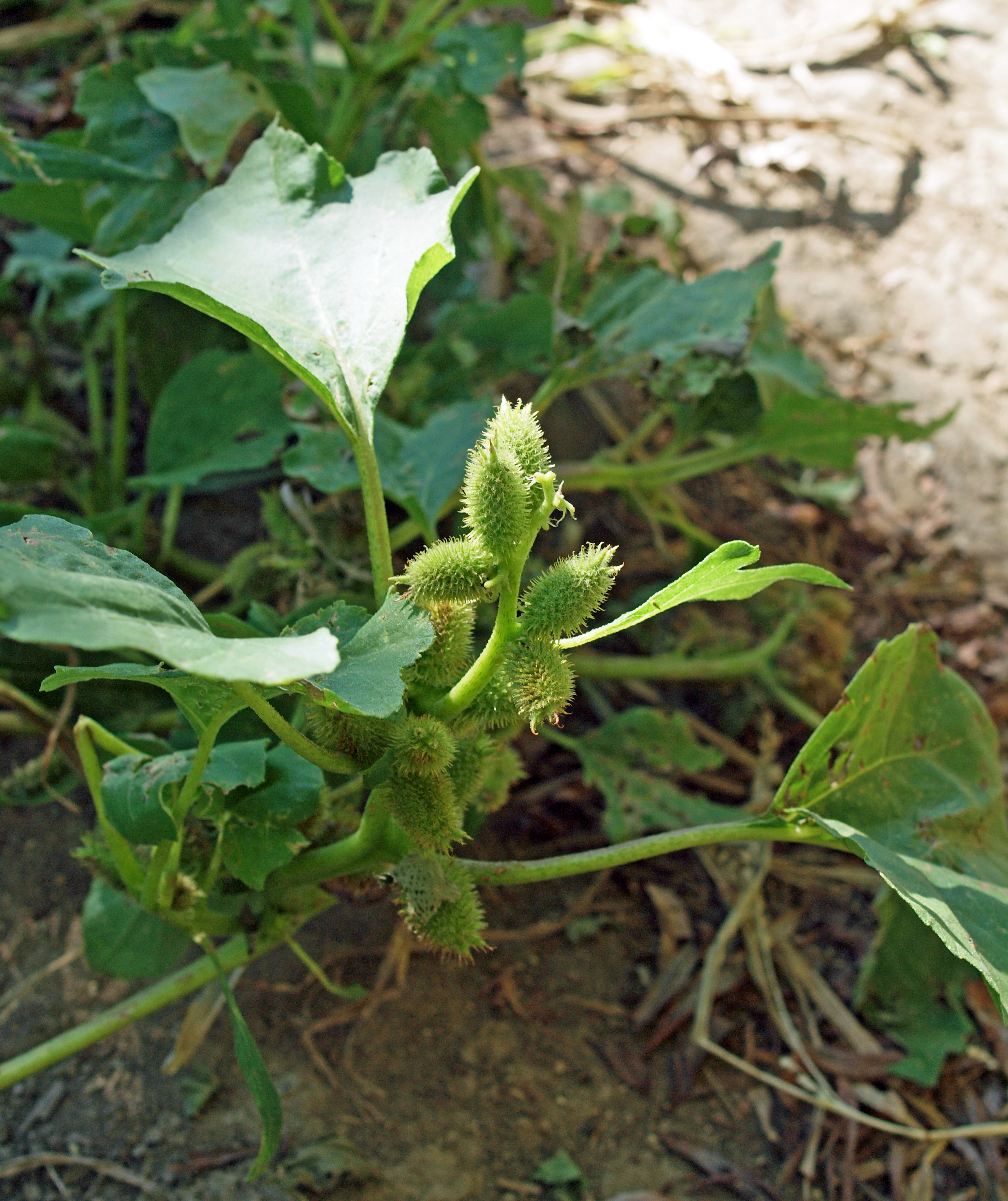
Schlankköpfige Ufer-Spitzklette (Xanthium albinum subsp. riparium), Marchauen nahe Devínska Nová Ves (Slowakei)

Die Ufer-Spitzklette ist eine typische Stromtalpflanze, die fast ausschließlich an wechselnassen Ufersäumen und in Therophytenfluren entlang größerer Flüsse in Europa vorkommt, z. B. verbreitet an der Elbe, der Havel, der Spree und der Oder, selten auch an Weser, Rhein und Mosel. Die Unterart albinum (Elbe-Spitzklette) ist sogar endemisch auf Mitteleuropa beschränkt, mit besonderem Schwerpunkt an der mittleren und unteren Elbe. Von etwa fünf in Mitteleuropa auftretenden Xanthium-Arten gilt nur die Gewöhnliche Spitzklette (Xanthium strumarium) als möglicherweise indigen; die anderen werden als eingebürgerte Neophyten mit Ursprung Nordamerika oder – im Falle der Ufer-Spitzklette – als neu entstandene Arten auf der Grundlage eingebürgerter Pflanzen angesehen. Die Systematik der Spitzkletten in Europa ist allerdings noch nicht abschließend geklärt.
Die Ufer-Spitzklette kommt gern in Unkrautsäumen der Flussufer auf offenen, nassen, nährstoffreichen, humosen, milden, meist sandigen, auch kiesigen oder reinen Tonböden vor. Sie ist eine Charakterart des Xanthio-Chenopodietum aus dem Verband Chenopodion rubri.
Die Spitzkletten sollten nicht mit der Gattung der Kletten (Arctium), z. B. Große Klette (Arctium lappa), verwechselt werden.

## Systematik
Die Erstbeschreibung erfolgte 1871 unter dem Namen (Basionym) Xanthium italicum subsp. riparium Celak. durch Ladislav Josef Čelakovský in Prodr. Fl. Böhmen, S. 186. Ein weiterer Name Xanthium riparium var. albinum Widder wurde 1923  durch Felix Joseph Widder in Repert. Spec. Nov. Regni Veg. Beiheft 20, S. 105. Der Name Xanthium albinum (Widder) H.Scholz & Sukopp wurde 1960 in Verh. Bot. Vereins Prov. Brandenburg, Band 47, S. 98|100 veröffentlicht. Auch Xanthium albinum subsp. riparium (Čelak.) Widder & Wagenitz galt eine Weile als akzeptierter Name. Xanthium riparium Lasch wurde Bot. Zeitung (Berlin), Band 14, 1856, S. 412 wurde ungültig veröffentlicht. Zu verwenden ist aber Xanthium orientale subsp. riparium (Čelak.) Greuter.